# Zengena
Zengena je kratersko jezero smješteno u etiopskoj regiji Amhari. Jezero je smješteno između gradova Injibare i Kessee, samo 200 kilometara između autoceste koja povezuje Adis Abebu i Bahir Dar. Smješteno je na visini od 2500 metara i ima promjer od oko 1 kilometar.